# 梅赛德斯-奔驰C级
梅賽德斯-賓士C系列（德語：Mercedes-Benz C-Class）是梅賽德斯-賓士（以下簡稱為「賓士」）的小型主管房車（Executive car）產品系列，除了標準的四門房車外，該車系尚有五門旅行車款式。C系列是在1993年時推出，以取代車廠原本的小型車產品系列、190系列。迄今為止C系列已經推出了五個版本世代，分別是1993年時的第一代車款（廠內代號W202），2000年時推出的二代版本（W203），2007年時推出的第三代版本（W204），2014年時推出的第四代版本（W205），及2021年時推出的第五代版本（W206）。
承繼前代車款190，C系列自上市以後就一直擔負賓士入門級車款的產品定位，由於相對於同品牌下其他的產品線，C系列擁較為小巧的車身尺碼，而常有Baby Benz之暱稱。這個地位一直要到1997年時更入門款式的A系列發表之後，才被取代。

## 簡介
此系列早於1986年已開始投入研發，但因為設計工作耗時，要直至1993年才正式開始生產。進行設計時是以已停產的W201（末代190車系的廠內代號）為藍本，故廠內代號W202的第一代C系列之外形實與W201類同，只是車身線條修改得較為流線化。

### 第一代：W202（1993年-2000年）
W202於1993年正式投入生產，除了初期的四門房車款款式外，1996年時也追加了五門旅行車的車型，並且賦予「T」字尾的車型編號（源自旅行車的德文「Tourenwagen」）。
動力方面，一般版的C系列配置了排氣量1.8至2.8升不等的直列四缸(M111)、直列六(M104)缸或V型六缸(M112)等汽油引擎，其中較為獨特的是C200 Kompressor（192匹）與C230 Kompressor（193匹）兩車款，其上所配置M111系列直列四缸引擎除了原本的DOHC每缸四氣門設計外，還配有一具魯式機械增壓器（Roots-type supercharger），是前代車款（賓士190）並沒使用過的引擎配置。至於柴油引擎方面，則有排氣量2.0至2.5升不等的四缸與五缸引擎等選擇，全系列皆為直列汽缸配置。
1995年時，賓士委託當時還是獨立改裝車廠的AMG協助，以C系列為基礎開發了一款原廠自有的高性能車型，C36 AMG配備有以C280的M104系列直列六缸引擎為基礎，擴大排氣量至3.6升（手工調校276～285匹之間）。在C36 AMG之後，又陸續推出以賓士M113系列引擎為基礎的，V型八缸引擎，C43 AMG（306匹）與C55 AMG（354匹）兩款排氣量更大、性能更加提升的高性能車型，此二車款皆配備了原本是用於E系列以上車系的M113系列V型八缸引擎。

### 第二代：W203（2000年-2006年）

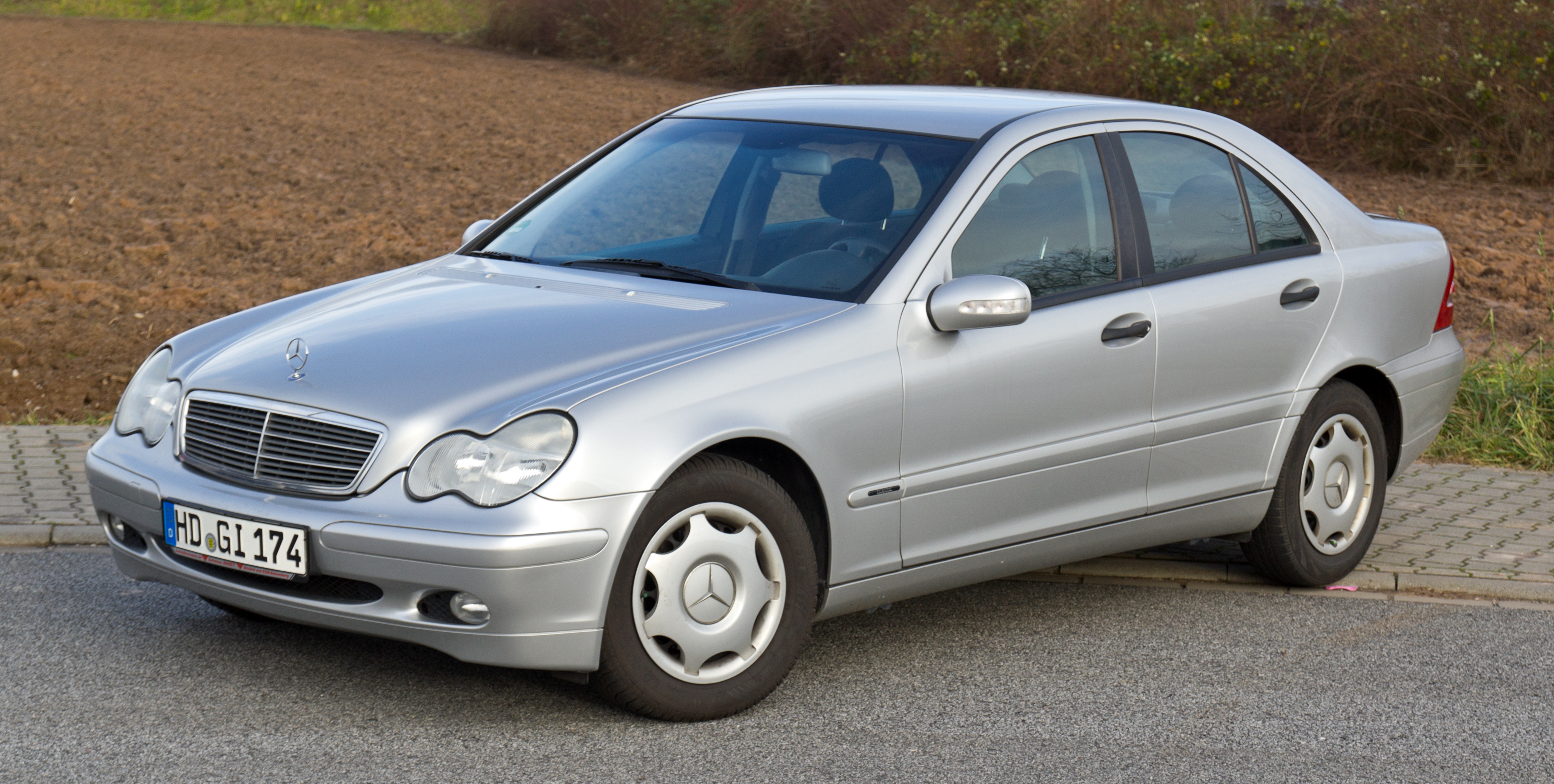
歐規版C350，屬W203小改款後版本。

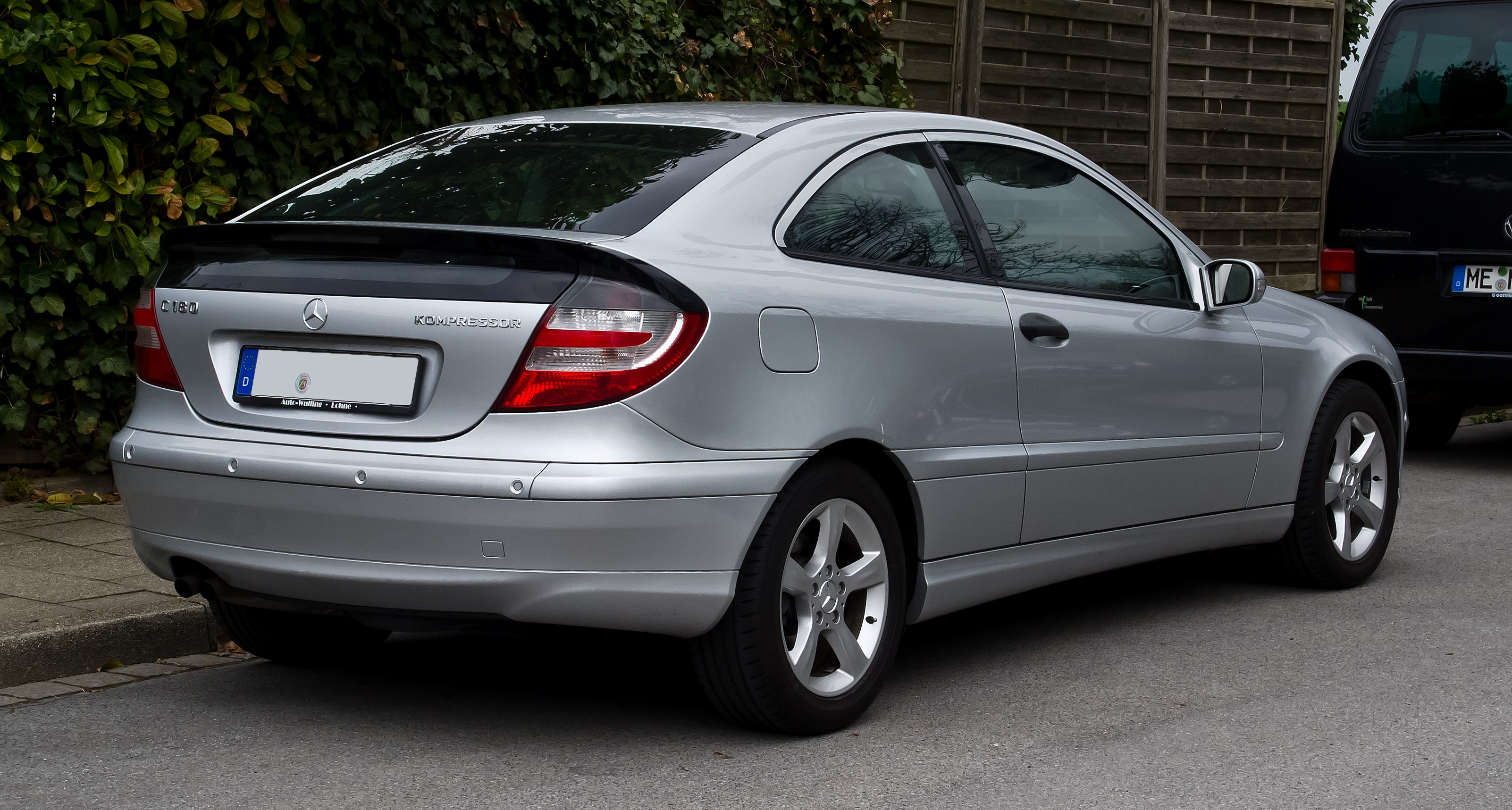
C180 Kompressor Sportcoupé，歐規小改款後版本。

早於1994年W203的研發工作就宣告展開。到1995年，W203的原型設計就已完成。經過了一系列的測試，到2000年3月，W203乃正式上市發售，取代W202。
W203同樣可分為四門及五門旅行車，具備直列4缸、V6汽油引擎V8汽油引擎和直列4缸柴油引擎、V6柴油引擎可選擇；氣缸方面容量分別有1.8升至5.5升不等；氣缸方面容量分別有2升至5.5升不等。
2000年10月時，賓士在歐洲市場首度推出一款以W203為基礎、車廠內部代號CL203的三門掀背車，命名為。這也是包含其前身賓士190在內、整個C系列家族中首度出現車門數量少於四個的衍生車型。在生產了一代之後，於2008年時自C系列分裂而出，另外自成一個新的CLC系列。

### 第三代：W204（2006年－2014年）

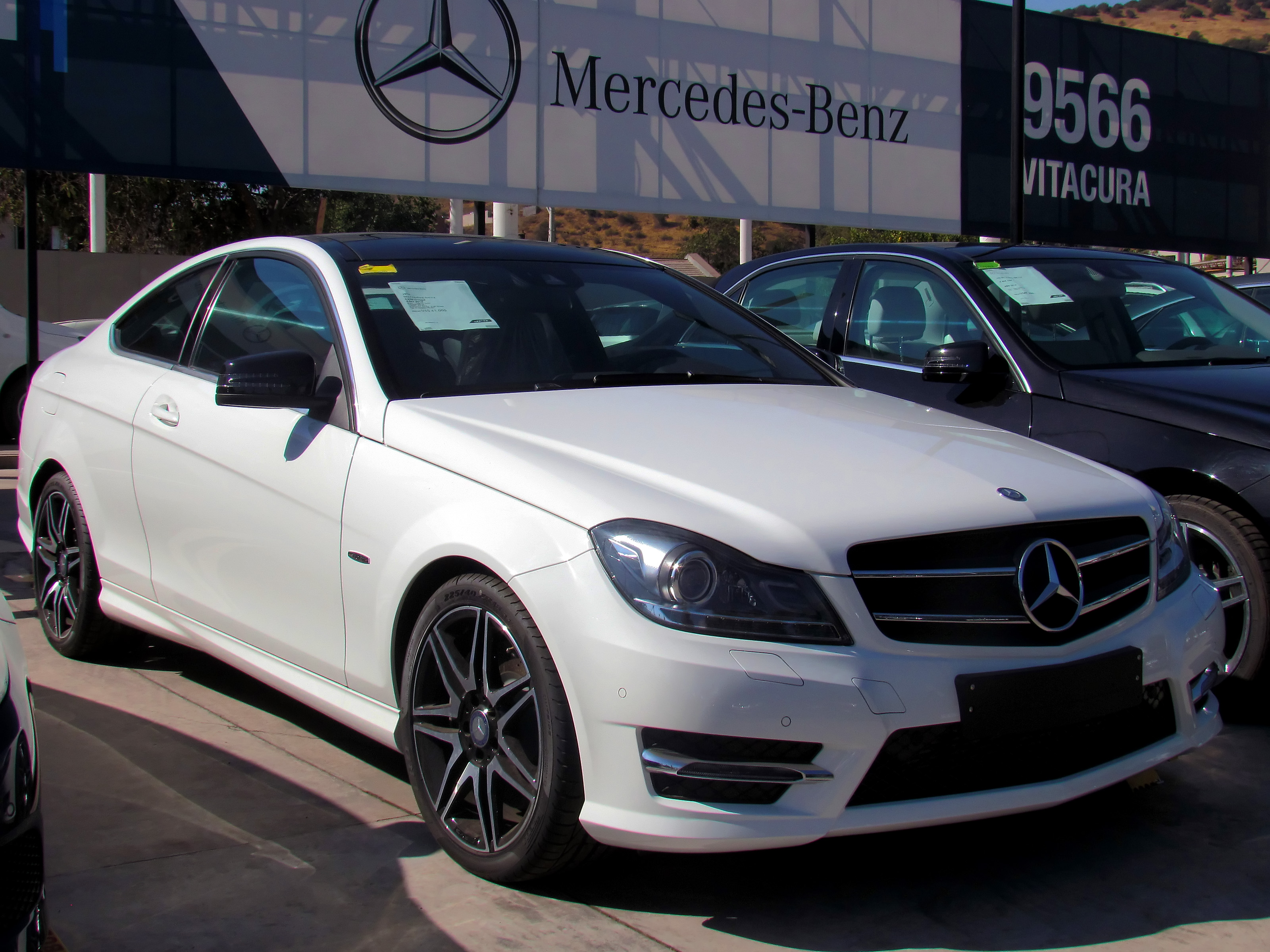
Mercedes-Benz C250 Coupe雙門轎跑車（W204）

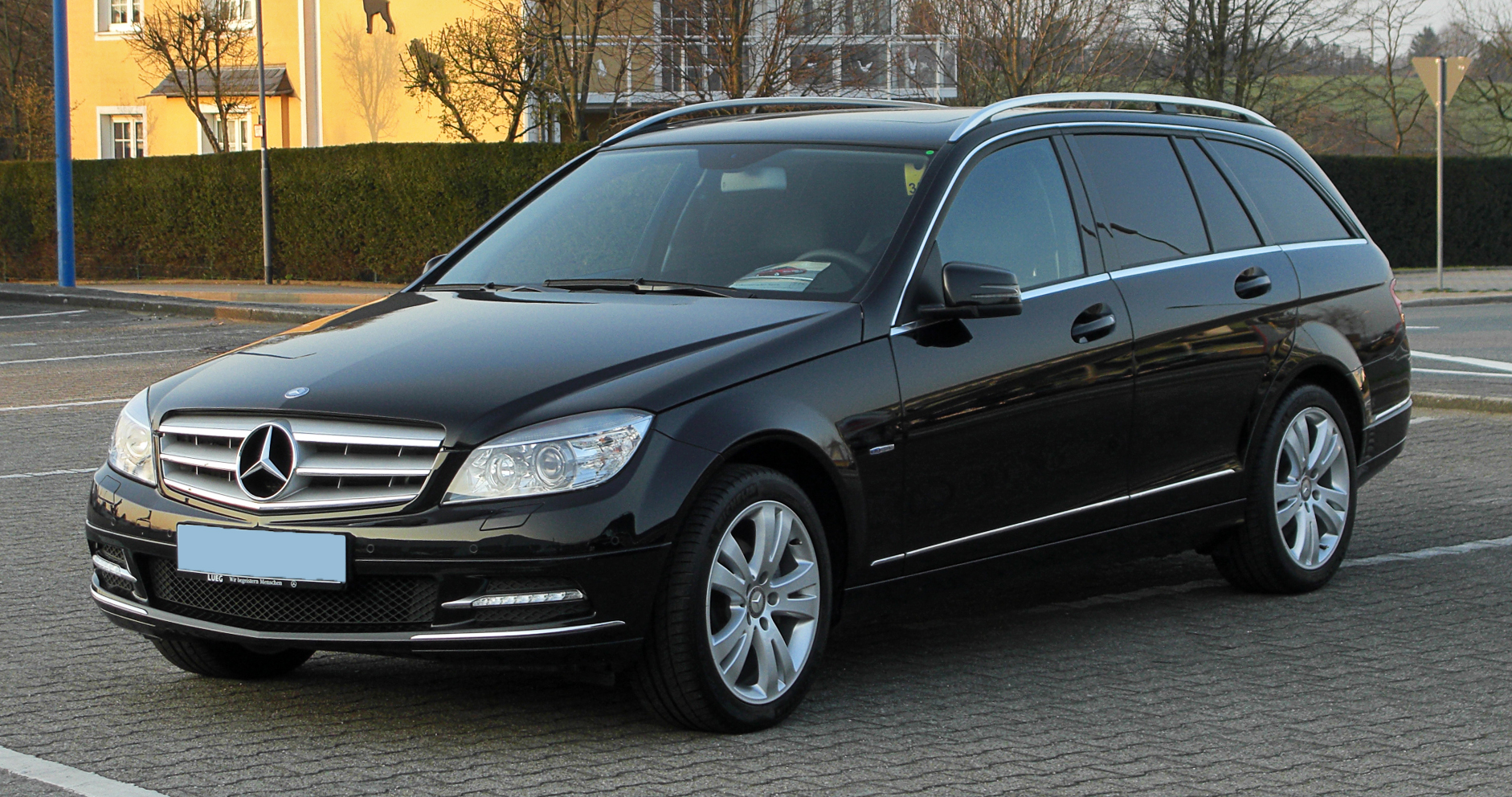
C200 CGI BlueEFFICIENCY T-Modell旅行車（W204），選用Avantgarde配備等級

2006年推出了W204，外形上經過兩代進化，已與原型W201大為不同。W204除了有四門房車和五門旅行車款之外，還加上了兩門版本。氣缸容量則比前代略大，分別有1.8升至3.5升不等。
自2008年起，梅塞德斯在中国北京的合资企业开始生产W204，供应中国市场。
「7G-Tronics Plus」、具有手動換檔模式的七速自排變速箱，自2007年用於搭配M272引擎，歐規C230、C280及C300及美規C300均採用7速變速箱用來取代主力的五速自排变速箱，M271式引擎則於小改款(2011年)後採跟速採用。
W204在2011年在全球进行中期改款，全车系采用了以LED为光源的日间行车灯及尾灯，并且可选配智能灯光系统。同时仪表板改用彩色屏幕。

### 第四代：W205（2014年－2021年）

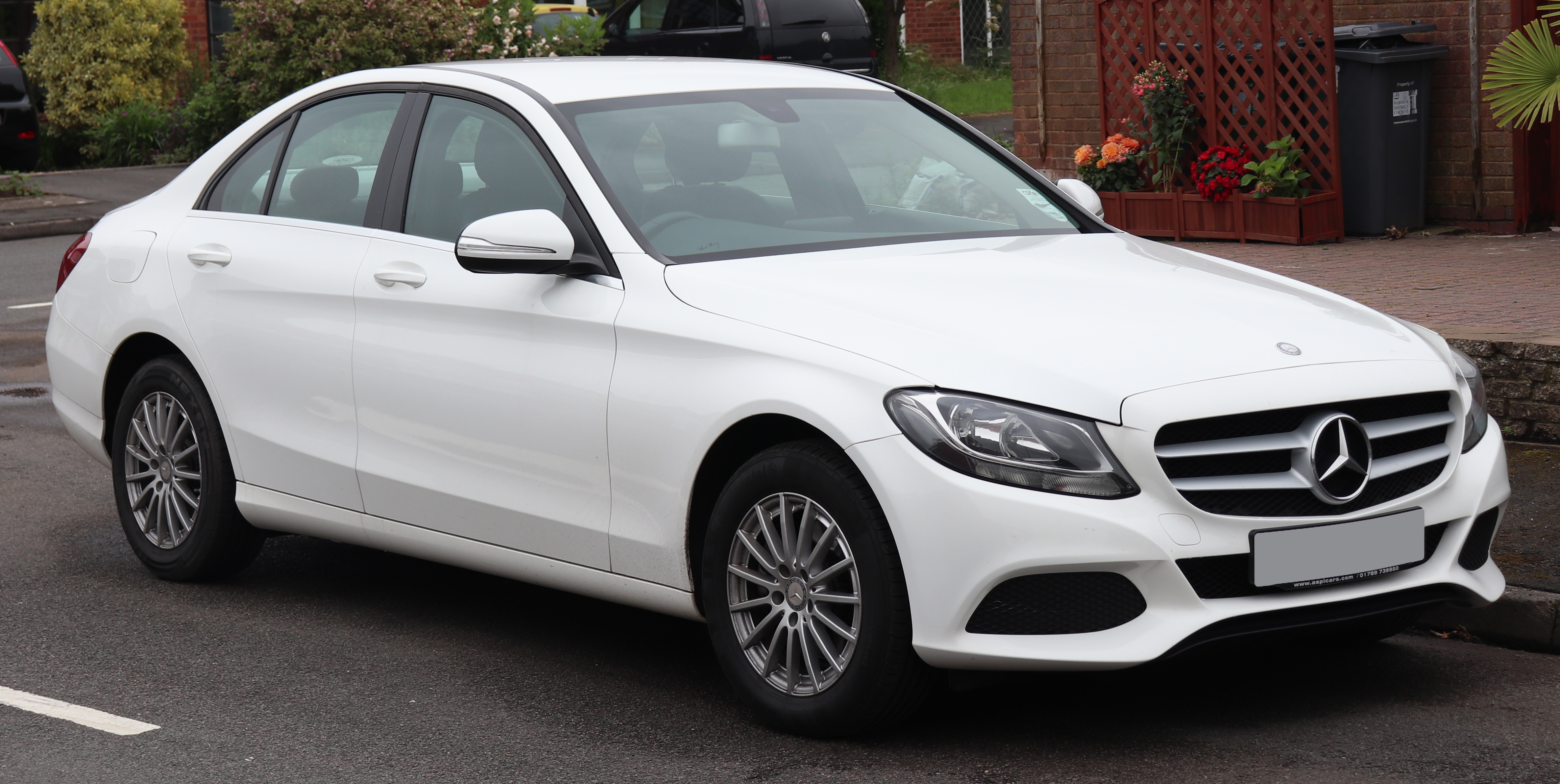

2014年推出了W205，W205是第一款使用全新模块化后轮驱动架构（MRA）平台的汽车。新的结构在整个车身中使用铝明显轻，导致100公斤（220磅）的重量下降。根据梅赛德斯-奔驰的说法，该结构将比同类车中的其他车辆刚性得多。
这辆车于2013年12月16日在2014底特律车展上正式亮相。W205产品于2014年2月4日在不来梅工厂开始生产。欧洲销售于2014年3月开始，而车辆则在2014年9月在北美销售。
奔驰C级长轴距车，在2014年4月北京车展上正式亮相。长轴距车比标准轴距车，轴距增加80mm，为2920mm。

### 第五代：W206（2021年－ ）

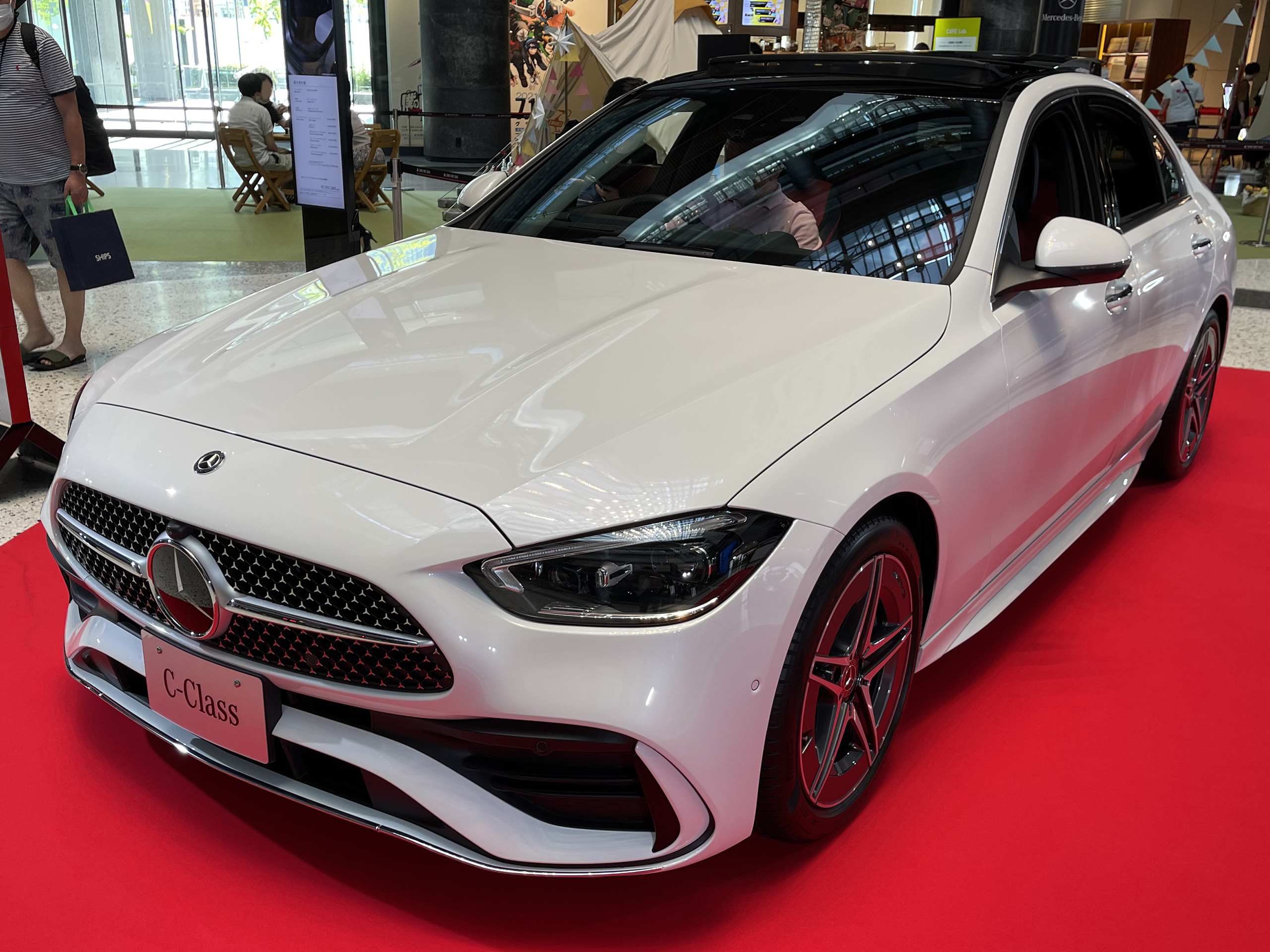

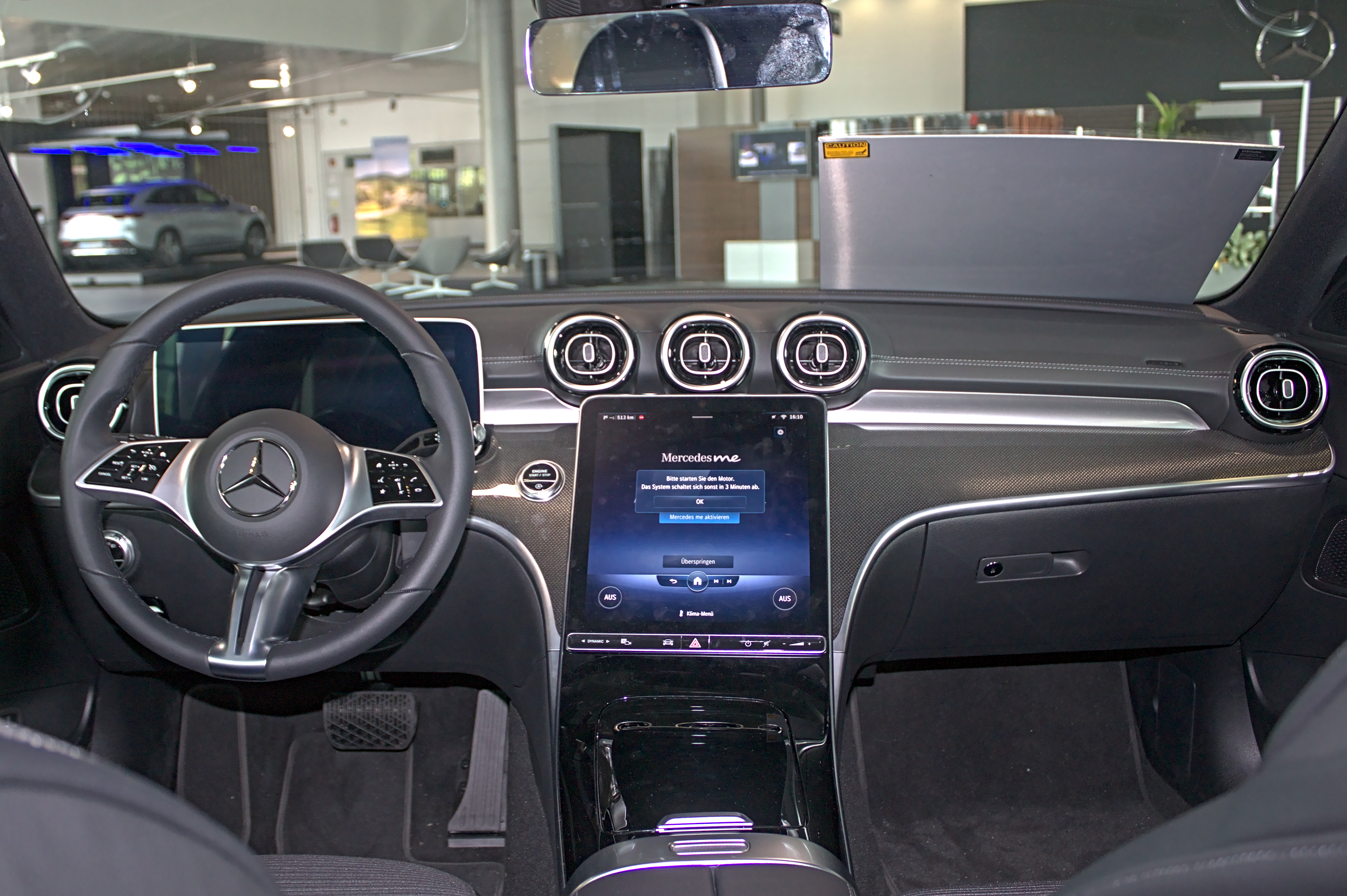
W206的中控台

代號W206的第五代C系列於2021年開售，汽車尺碼上有所增長，全線改用4汽缸引擎，搭配48V的Mild Hybrid系統，部分型號更配上四輪轉向，令汽車在低速轉向時更加靈活。內裝方面最為顯眼是類似S系列W223的巨型LCD熒幕中控台，用以調節音響、冷氣、懸掛、導航等系統。